# 奧克維爾 (阿拉巴馬州)
奧克維爾（英語：Oakville）是一個位於美國阿拉巴馬州勞倫斯縣的非建制地區。該地的面積和人口皆未知。

## 地理
奧克維爾的座標為34°26′43″N 87°09′44″W / 34.44528°N 87.16222°W，而該地的平均海拔高度為195米（即640英尺）。